# Abigail Abraham
Abigail Abraham (2 februari 1989) is een Belgische actrice en zangeres.

## Biografie
Ze behaalde het diploma Musical aan het Koninklijk Conservatorium Brussel in 2011.
Ze was te zien in de langspeelfilms Kom Hier Dat Ik U Kus (Sabine Lubbe Bakker & Niels van Koevorden) en Spider In The Web (Eran Riklis).
In het theater speelde ze de voorbije jaren in voorstellingen zoals her(e) (Ntgent), De Fietsendief (MartHA!tentatief/Toneelhuis/Zuidpool), Waarom Het Kind In De Polenta Kookt (De Maan), Futur Simple (De Maan), Woesj (4hoog), Cantina (Laika) en Bravo! Meneer Bruegel (Laika).
In 2021 was ze te zien in de opera The Time of Our Singing (La Monnaie/De Munt), Kapot (Karolien verlinden/Tuning People) en Diva (Froefroe). In 2023 was Abraham te zien in de rol van Milly Hendriks in Arcadia, speelde ze concertpianiste Alexandra Spinnler in 'The Chapel' van regisseur Dominique Deruddere en was ze te zien in het tweede seizoen van 'De Twaalf'.

## Filmografie
- Spider in the web (2019) - jonge vrouw
- Kom hier dat ik u kus (2020) - Charlie
- Dealer (2021) - Tasha
- The Chapel (2023) - Alexandra Spinnler

## Televisie
- Thuis (2011-2013) - Lynn Courtois
- Crimi Clowns (2012, 2014) - Flower Da Silva
- Binnenstebuiten (2013) - Fakira El Mourabit
- GoGoGo! (2014-2016) - Jamilla
- Vermist (2015) - Tatyana
- Spitsbroers (2015) - Flo
- Coppers (2016) - Baïna Mpenzi
- Storm Lara (2021) - Julia
- Hidden Assets (2021) - Amanji Jouejati
- Arcadia (2023, 2025) - Milly Hendriks
- De twaalf (2023) - Maya

## Theater
- 2019 - 2021: Her(e)
- 2019 - 2020: Bravo! meneer Bruegel
- 2015 - 2020: Woesj
- 2016 - 2017: Futur Simple
- 2015 - 2017: Waarom het kind in de polenta kookt
- 2012 - 2013: Hooglied (Song of Songs)
- 2009 - 2010: Into The Woods